# Сполторе
Сполто̀ре (на италиански: Spoltore) е град и община в Южна Италия, провинция Пескара, регион Абруцо. Разположен е на 185 m надморска височина. Населението на общината е 19 268 души (към 2014 г.).